# Mythimna tamsi
Mythimna tamsi là một loài bướm đêm trong họ Noctuidae.